# Засецкая, Юлия Денисовна
Юлия Денисовна Засецкая, урождённая Давыдова (1835—1882) — русская благотворительница и переводчица религиозной литературы.

## Биография
Дочь героя Отечественной войны 1812 года Дениса Давыдова и его жены Софьи Николаевны, урождённой Чирковой, родилась в 1835 году.
В 1873 году Юлия Засецкая открыла первый в Петербурге (на Обводном канале, близ вокзала Варшавской железной дороги) ночлежный дом.
Под влиянием лорда Редстока перешла в протестантизм. Поставила себе целью провести в общество мысль деятельного служения ближними путем литературы и в 1877 году напечатала небольшую книгу нравственных повестей под заглавием «Часы досуга», которая была помещена в каталоге книг, одобренных Учёной комиссией министерства народного просвещения; в 1878 году были напечатаны её переводы аллегорических рассказов Джона Буньяна «Путешествие Пилигрима в Небесную Страну» (издан под псевдонимом «Ю. Д. З.») и «Духовная война». На русском языке они впервые были изданы Новиковым ещё в 1786 году, но перевод (не полный) был сделан не с английского оригинала, а с немецкого перевода. Поэтому труд Ю. Засецкой, выполненный с большой тщательностью и снабжённый жизнеописанием автора, многочисленными объяснениями и гравюрами, стал ценным вкладом в русскую переводную литературу.
Она также перевела роман Льюиса Уоллеса «Бен-Гур».

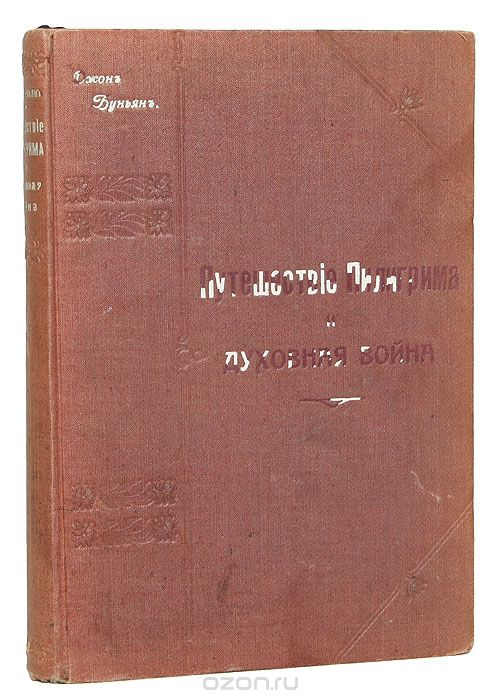
Обложка
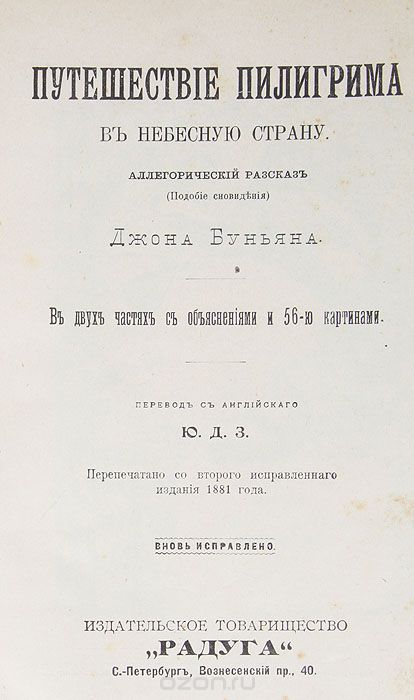
Титульная страница
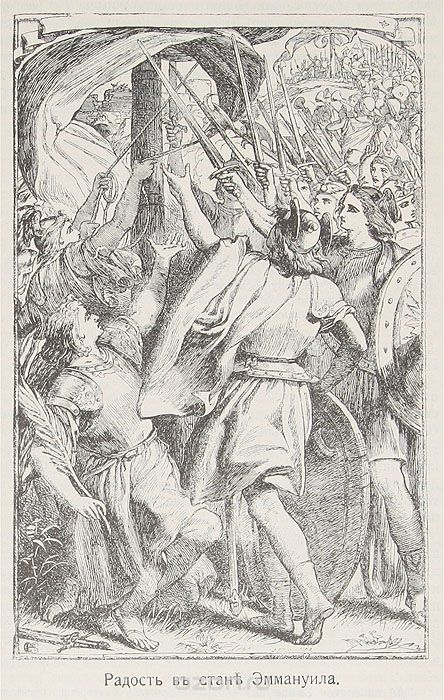
Иллюстрация
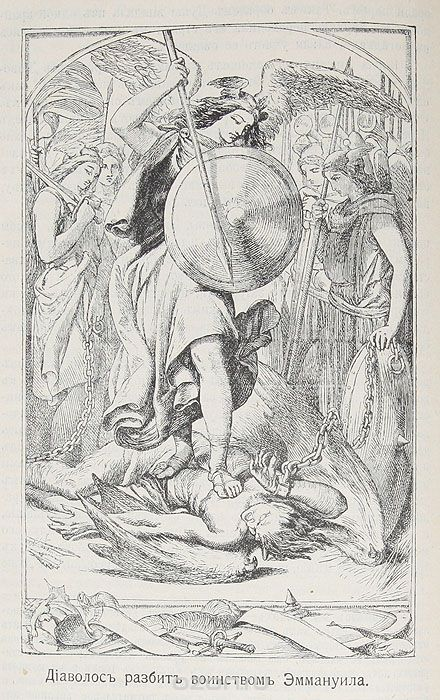
Иллюстрация

Юлия Засецкая была собеседницей и корреспонденткой Николая Лескова и Фёдора Достоевского, которых пыталась убедить в истинности протестантского вероучения. Писатели же, отдавая должное уму и личным качествам женщины, тем не менее, порой достаточно активно с ней полемизировали. Участвовала в Петербургском пробуждении, в том числе в деятельности пашковского Общества поощрения духовно-нравственного чтения.
В середине 1880 года Юлия Денисовна Засецкая уехала из России в Париж. Перед смертью завещала «не перевозить её тела в Россию» чтобы не быть похороненной по православному обряду. Умерла 27 декабря 1882 годав Париже.

## Семья
Была замужем за Андреем Засецким. Их дочери:
- Софья  (1855—1939), в 1876 году стала женой Николая Павловича Эттера
- Ольга (19.01.1863—?)